# La tristezza degli angeli
La tristezza degli angeli è un romanzo islandese del 2009 scritto da Jón Kalman Stefánsson. In Italia è stato pubblicato da Iperborea. La traduzione è a cura di Silvia Cosimini. ISBN 9788870915082

## Trama
È la tristezza degli angeli la neve che cade dal cielo illuminando i lunghi inverni d'Islanda, e che le raffiche dei venti trasformano in accecanti bufere. Il postino Jens è scampato a stento alla loro furia quando arriva alla locanda del Villaggio, soccorso dal ragazzo orfano che vi è stato accolto dopo aver perso in mare il suo unico amico. Insieme dovranno affrontare un'ultima, estrema missione per portare la posta nei lontani fiordi del nord, dove il mondo cede il passo all'"inverno eterno". Un uomo e un ragazzo. Un ruvido "gigante muto" con un amore segreto e troppi pesi sul cuore che cerca espiazione tra i ghiacci della brughiera. Un giovane alle prese con la ricerca di sé e la scoperta dei sensi che crede nel potere salvifico delle parole, nella profondità del sentire "che rende l'umanità sublime e maledetta". Due solitudini inconciliabili si uniscono in una marcia epica attraverso l'inferno bianco, una battaglia fraterna per difendere la dignità dell'uomo contro il crudele mistero della natura. Con la voce incantata della poesia e la grazia di una visione che fonde cuore e pensiero, Jón Kalman Stefánsson racconta un viaggio verso l'origine stessa dell'esistenza, dove la più dura costrizione convive con la più vertiginosa libertà, e alla dolce tentazione della morte si oppone quella luce che portiamo dentro e che nonostante tutto rifiuta di cedere alle tenebre, perché "siamo a bordo di una barca che fa acqua", ma "con le nostre reti marce vogliamo pescare le stelle".

## Citazioni
- "Siamo a bordo di una barca che fa acqua, e con le reti marce vogliamo pescare le stelle."
- " ... Alcune persone sono conchiglie chiuse, grigie e prive d'espressione in superficie, si fa presto a giudicarle, ma forse dentro hanno un nocciolo scintillante che pochi hanno modo di conoscere, a volte nessuno"
- "Chi veglia troppo a lungo fa fatica a svolgere il suo lavoro quotidiano, ma chi rinuncia a inseguire i propri sogni finisce a perdere il suo cuore"
- "Chi veglia troppo a lungo fa fatica a svolgere il suo lavoro quotidiano, ma chi rinuncia a inseguire i propri sogni finisce a perdere il suo cuore"
- "La notte non è che buio e silenzio, d'inverno. Sentiamo i pesci sospirare sul fondo del mare, e chi sale sui monti o sulle colline più alte può ascoltare il canto delle stelle"